# Осенець
О́сенець (болг. Осенец) — село в Разградській області Болгарії. Входить до складу общини Разград.

## Населення
За даними перепису населення 2011 року у селі проживали 822 особи.
Національний склад населення села:
| Національність   | Кількість осіб | Відсоток |
| ---------------- | -------------- | -------- |
| болгари          | 755            | 93,6%    |
| цигани           | 21             | 2,6%     |
| турки            | 3              | 0,4%     |
| інша             | 25             | 3,1%     |
| не визначились   | 3              | 0,4%     |
| Всього відповіли | 807            |          |

Розподіл населення за віком у 2011 році:
Динаміка населення: